# Fluminense Football Club (volley-ball féminin)
Fluminense est un club brésilien de volley-ball, section du club omnisports du Fluminense Football Club, fondé en 1902 et basé à Rio de Janeiro qui évolue pour la saison 2016-2017 en Superliga feminina.

## Palmarès
- Championnat du Brésil
  - Vainqueur : 1976, 1981.
  - Finaliste : 1980, 1983.

## Effectifs

### Saison 2020-2021
| No                         | Nom                        | Date de naissance          | Taille                         | Poids                          | Poste                          |
| -------------------------- | -------------------------- | -------------------------- | ------------------------------ | ------------------------------ | ------------------------------ |
| 1                          | Rosely Nogueira            | 18 avril 1988              | 174                            | 58                             | Passeuse                       |
| 2                          | Giovana Gasparini          | 5 juillet 1994             | 175                            | 67                             | Passeuse                       |
| 4                          | Marcella Antunes           | 2 avril 1996               | 181                            | 63                             | Réceptionneuse-attaquante      |
| 6                          | Júlia Moura                | 21 janvier 1998            | 180                            | 70                             | Réceptionneuse-attaquante      |
| 7                          | Fernanda Davis Tomé        | 10 décembre 1989           | 196                            | 87                             | Réceptionneuse-attaquante      |
| 8                          | Arianne Tolentino          | 13 novembre 1989           | 181                            | 79                             | Attaquante                     |
| 9                          | Mayara Da Silva            | 26 avril 2001              | 182                            | 74                             | Réceptionneuse-attaquante      |
| 11                         | Andressa Krachefski        | 1er juin 1987              | 174                            | 67                             | Libero                         |
| 12                         | Jéssica Silva              | 23 mars 1987               | 191                            | 76                             | Réceptionneuse-attaquante      |
| 13                         | Francynne Jacintho         | 16 juillet 1992            | 190                            | 76                             | Centrale                       |
| 14                         | Dayse Figueiredo           | 27 juin 1984               | 183                            | 76                             | Réceptionneuse-attaquante      |
| 15                         | Natasha Farinea            | 8 février 1986             | 190                            | 76                             | Centrale                       |
| 18                         | Giovanna Fant              | 13 janvier 1999            | 182                            | 69                             | Attaquante                     |
| 20                         | Letícia Moura              | 8 mai 2003                 | 159                            |                                | Libero                         |
| ?                          | Julieta Lazcano            | 25 juillet 1989            | 190                            | 74                             | Centrale                       |
|                            |                            |                            |                                |                                |                                |
| Encadrement technique      | Encadrement technique      |                            | Légende                        | Légende                        | Légende                        |
| Entraîneur : Hylmer Dias   | Entraîneur : Hylmer Dias   | Entraîneur : Hylmer Dias   | : Capitaine                    | : Capitaine                    | : Capitaine                    |
| Entraîneur(s) adjoint(s) : | Entraîneur(s) adjoint(s) : | Entraîneur(s) adjoint(s) : | : Joueuse blessée actuellement | : Joueuse blessée actuellement | : Joueuse blessée actuellement |